# 文学少女 (木々高太郎)
『文学少女』（ぶんがくしょうじょ）は、木々高太郎の短編推理小説。1936年、『新青年』10月号に掲載され、その後、『緑色の目』とともに『柳桜集』の1篇として刊行された。大心池（おおころち）先生シリーズの1篇。
当時の『新青年』の編集長、水谷準からの「問題になる作を」との依頼により、発表の年の軽井沢の旅行の際に脱稿したものである。

## あらすじ
ミヤは貧家に育った少女で、女学校2年生の時に寄宿舎の図書室でショーペンハウエルに出会ったことがきっかけで、小説を読み出すようになった。そして5年生の時に、ある女学生雑誌に応募した短篇小説が一等第二席に合格したが、父親の理解を得られなかった。
ほどなくして、その父親がアルコール中毒で急死し、ミヤは女学校の卒業とともに親戚一同の勧めもあって結婚を強いられた。文学への楽しみを許して貰うという条件でミヤは結婚を承諾し、ほどなくして、一児の母親になった。結婚後もミヤは、ますます文学への想いを募らせ、雑誌『火の鳥』の同人になることを夢見るようになった。そして、『火の鳥』の同人の一人が従姉であるという青年と恋に陥るが、やがてその関係も終わり、再婚して取り残された家族の面倒をみるうち、婚家に残してきた自身の蔵書のことが気に掛かり、夫との関係を修復するにいたった。
夫の東京転勤で、娘が精神的な病にかかったため、知人の紹介でKK大学の教授、大心池に診察をして貰うことになった。大心池は、娘の病状を描写するミヤの文章からただならぬものを感じ、ミヤに友人の小説家の丸山を紹介した。
丸山は、ミヤの作品に感銘を受け、100枚程度の作品を制作して欲しい、それを知り合いの編集者に紹介する旨を約束した。ミヤは『爬虫』という作品を含む3篇を丸山に送ったが、『爬虫』は丸山の新作として発表されてしまった。丸山側から370円の示談金が送られ、無神経な夫は、ミヤからその金を取り上げ、一部を使い込んでしまった。夫への憎しみにかられたミヤは、メチルアルコールを購入し、夫に飲ませ、死に追いやった。自分の服を質に入れ、不足分を補って丸山に370円を返却したミヤは、警察に自身の犯行を告白した。
ミヤは囚人となるが、夫殺害の動機から、彼女への同情が集まった。ミヤの名声は高くなり、彼女の旧作も含めて単行本としてまとめられることが決定した。しかし、その時には既にミヤの体は病魔に侵されていた。
いまわの際に、大心池と娘を呼び寄せたミヤは、自分が文学を愛したことに後悔はない、もう一度生まれ変わって文学をしたい、その時には大心池に見つけて貰いたいと遺言した。

## 登場人物
（川崎）ミヤ
物語の主人公。小学校時代は、町の富豪の娘と一、二を争うほどの秀才であった。親戚のすすめで意に沿わぬ結婚をし、娘をもうける。
ミヤの父
ミヤの学業優秀を喜ばず、家事手伝いができない子になると責めることさえあった。ミヤの文学嗜好を、自身の妹が『青鞜』運動に傾倒した結果、身を持ち崩した経緯を目の当たりにしていたため、反対する。ミヤが女学校を卒業した年に急死する。
ミヤの継母
ミヤが6、7歳の時に、ミヤの父と結婚している。ミヤの父の死後、再婚し、家を出る。
木内
弁護士志望の青年。ミヤの父の死後、急に足繁くミヤの家を訪れるようになる。
川崎
ミヤの夫。公務員。ミヤの文学嗜好を認めるなど、一見物わかりのよい性格であるが、実は無神経。ミヤの所有する文庫本を寝床で許可なく読んだりしている。浪花節好き。
川崎綾子
ミヤの娘。
郵便局の青年
自分の従姉に『火の鳥』の同人がいるから紹介するといって、ミヤに近づく。
大心池章次
KK大学の精神病学の教授。木々高太郎作品のシリーズ探偵（ただし、この物語では実際に事件には関与していない）。ミヤの文学的才能を見抜き、知人の小説家に紹介する。
丸山莠（まるやま しゅう）
大心池の紹介した文壇の大家。ミヤの夫曰わく、「左翼がかった小説家」。

## 解説
- 江戸川乱歩はこの作品に感銘を覚え、探偵小説ではなく普通の小説だけれども、故意に探偵小説に企てられていないところや、1人の文学少女の生涯を「情熱」と「自尊心」の激しさとをもって描いたという点で高く評価し、アンドレ・ジードの「ドストエフスキー論」の一節をとりあげて批評している[2]。著者としては、大心池先生がいわゆる文学少女の心理を推量するところから、その抱懐する芸術的探偵小説の範疇に入れたいつもりだったと思われるが、乱歩の定義からはそれは外れているので、普通の小説と規定したわけである[3]。
- 紀田順一郎は、文字どおり文学に殉じた女性の生涯を、日本的な社会状況への告発をからめて描いたとし、ヒロインが臨終の際に大心池に言った言葉、「文学に懊（なや）んだものはそれを見出だしてくれた人に、生涯の一番の感謝を捧げるものであるということを、ミヤは経験しました」というセリフは、文運極度に衰退した昨今においてなお、人々の心をうつものであろう、と評している[4]。